# Turó Roig
|  | Per a altres significats, vegeu «Turó Roig (Sant Iscle de Vallalta)». |

El Turó Roig és una muntanya de 551 metres que es troba en el terme municipal de Bigues i Riells, a la comarca del Vallès Oriental. Separa les dues unitats territorials del terme: la de Riells del Fai i la de Bigues . És al sector nord del terme, i és, de fet, el punt culminant d'un dels contraforts meridionals dels Cingles de Bertí, el Serrat de Can Quintanes. A ponent seu es troben les Costes d'en Quintanes, el Bosc de Can Quintanes i el veïnat de masies de Can Quintanes.